# Лукаш Баранецький
Лукаш Баранецький (пол. Łukasz Baraniecki; 14 жовтня 1798, с. Кабарівці  нині Тернопільського району— 30 червня 1858, Чесанів) — шляхтич, римо-католицький релігійний діяч, львівський латинський архієпископ.

## Життєпис
Народився 14 жовтня 1798 року в с. Кабарівці (Королівство Галичини і Володимирії, Габсбурзька монархія, нині у Тернопільського району Тернопільської області, Україна) в родині шляхтича гербу Сас.
Навчався в початковій школі в Бучачі. Закінчив гімназію у Львові, де також вступив до Вищої Духовної семінарії. Теологічне навчання здобував у Львівському університеті. Священичі свячення отримав 6 жовтня 1822 року.
Посади: вікарій у Жовкві та катедральної парафії у Львові, канонік греміальний у Львові, пробощ латинської катедри, міський декан у Львові з липня 1838 року, директор-куратор гімназійних студій (гімназійної освіти) Королівства Галичини та Володимирії з 1841 року. Із січня 1829 року — настоятель парафії Всіх Святих у Годовиці, з жовтня 1833 року — настоятель парафії Відвідання Єлизавети Пресвятою Дівою Марією у Журавному. У червні 1836 року увійшов до складу Митрополичого капітулу.
На посаду архієпископа у Львові був призначений 30 березня 1849 року. Висвячення 13 січня 1850 у Львівській катедрі здійснив ординарій Перемишльський єпископ Францішек Вешхлейський. 14 січня відбувся інгрес до катедри. Мав титул цісарсько-королівського таємного радника.
1845 року став послом Галицького станового сейму. Часто виступав проти поширеного серед мирян пияцтва. Захворів 1856 року, а 20 жовтня того ж року отримав звання «Почесного громадянин Львова».[джерело?]
Закликав капланів бути більш ревними у служінні, виїжджати на села для навчання катехизму та приготування дітей до сповіді. Видав детальну інструкцію для деканів щодо візитації парафій. За час його керівництва архідієцезією кількість представників духовенства була незначною, хоча появилися 12 нових парафій, не враховуючи Буковини.
За наполяганням Баранецького, у 1858 році було припинено викладання догматики руською мовою у Львівському університеті.
Помер 30 червня того ж року під час канонічної візитації у Чесанові внаслідок апоплексичного удару. Був похований у крипті костелу Матері Божої Громничої кармеліток босих (тепер Церква Стрітення Господнього (Львів), Львів). 1972 року прах померлого перенесли до крипти латинської катедри у Львові.